# Vu Thừa Huệ
Vu Thừa Huệ (chữ Hán: 于承惠, 1939-2015) là một diễn viên võ thuật Trung Quốc.

## Tiểu sử
Ông sinh ngày 16 tháng 8 năm 1939, quê tại Sơn Đông, bắt đầu tập võ từ năm 11 tuổi. Năm 19 tuổi, ông tham dự đại hội võ thuật Thanh Đảo, đoạt chức vô địch rất ấn tượng. Thích sử dụng kiếm, ông còn giành ngôi quán quân Túy kiếm tại khu vực Đông Trung Quốc - lúc này Vu Thừa Huệ đang là thành viên đội tuyển võ thuật Sơn Đông. Tuy nhiên, chấn thương chân trong tập luyện, do ko được chữa trị kịp thời đã khiến 1 chân của ông gần như tê liệt hoàn toàn. Do chấn thương, ông đã phải rời đội Sơn Đống để vào làm ở nhà máy giấy hơn 10 năm. Tuy nhiên ngoài giờ hành chính, ông vẫn tập luyện, nghiên cứu võ thuật, đọc sách, tìm thầy dạy. Dần dần, chân của ông hồi phục trở lại. Ông là một trong những người thuộc trường phái võ bọ ngựa, ông thường 
hay quan sát bọ ngựa và lấy cảm hứng từ việc chúng sử dụng cặp càng của 
mình để sáng tạo nên các thế võ bọ ngựa song đao. Năm 1979, ông có cơ hội trở thành huấn luyện viên võ thuật của đội Wushu Ninh Hạ và bắt đầu tái xuất làng võ Trung Quốc. Danh tiếng trong võ thuật khiến giới đạo diễn chú ý đến Thừa Huệ và mời ông vào các vai diễn trong các phim cổ trang, phim võ thuật Trung Quốc. Ông vào vai Trương Tam Phong trong phim "Ỷ thiên đồ long ký" với Đặng Siêu tham gia.

## Sự nghiệp

### Điện ảnh
| Năm  | Phim                               | Vai diễn       | Ghi chú                       |
| ---- | ---------------------------------- | -------------- | ----------------------------- |
| 1982 | Thiếu Lâm tự 少林寺                | Vương Nhân Tắc |                               |
| 1984 | Thiếu Lâm tiểu tử 少林小子         | Pao Feng       |                               |
| 1986 | Martial Arts of Shaolin 南北少林   | He Sao         |                               |
| 1988 | Yellow River Fighter 黃河大俠      | Ma Yi          |                               |
| 1993 | Donggui Yingxiong Zhuan 東歸英雄傳 |                | Action director, screenwriter |
| 2006 | A Battle of Wits 墨攻              | Dongbo         |                               |
| 2014 | Snow Blossom 大寒桃花开            |                | filmed in 2004                |
| 2014 | The Four III                       |                |                               |

### Truyền hình
| Năm  | Tên                                            | Vai diễn           | Notes |
| ---- | ---------------------------------------------- | ------------------ | ----- |
| 2001 | Tiếu ngạo giang hồ 笑傲江湖                    | Phong Thanh Dương  |       |
| 2002 | Thiếu Lâm võ vương 少林武王                    | Đồng Đại Bảo       |       |
| 2003 | Liên Thành Quyết 連城訣                        | Mai Niệm Sinh      |       |
| 2005 | Đường mòn của Người anh hùng bất diệt 俠影仙蹤 | Đạo sĩ Xích Tùng   |       |
| 2006 | Thần điêu đại hiệp 神鵰俠侶                    | Hoàng Dược Sư      |       |
| 2006 | Bảy kiếm sĩ 七劍下天山                         | Phó Thanh Châu     |       |
| 2007 | Bích huyết kiếm 碧血劍                         | Mục Nhân Thanh     |       |
| 2007 | Huyền thoại về chùa Thiếu Lâm 少林寺傳奇       | Thủ lĩnh băng cướp |       |
| 2008 | Lộc Đỉnh ký 鹿鼎記                             | Phùng Tích Phạm    |       |
| 2008 | Huyền thoại Lý Tiểu Long 李小龍傳奇            | Diệp Vấn           |       |
| 2009 | Ỷ Thiên Đồ Long Ký 倚天屠龍記                  | Trương Tam Phong   |       |
| 2011 | Tây du ký 西遊記                               | Bồ Đề tổ sư        |       |

## Qua Đời
Ngày 5 tháng 7 năm 2015, truyền thông Trung Quốc đưa tin, diễn viên kỳ cựu Vu Thừa Huệ qua đời sau gần 1 năm chống chọi với bệnh phổi, thọ 76 tuổi.
Sự ra đi của ông là một mất mát lớn cho nền điện ảnh Hoa ngữ.